# NN Running Team

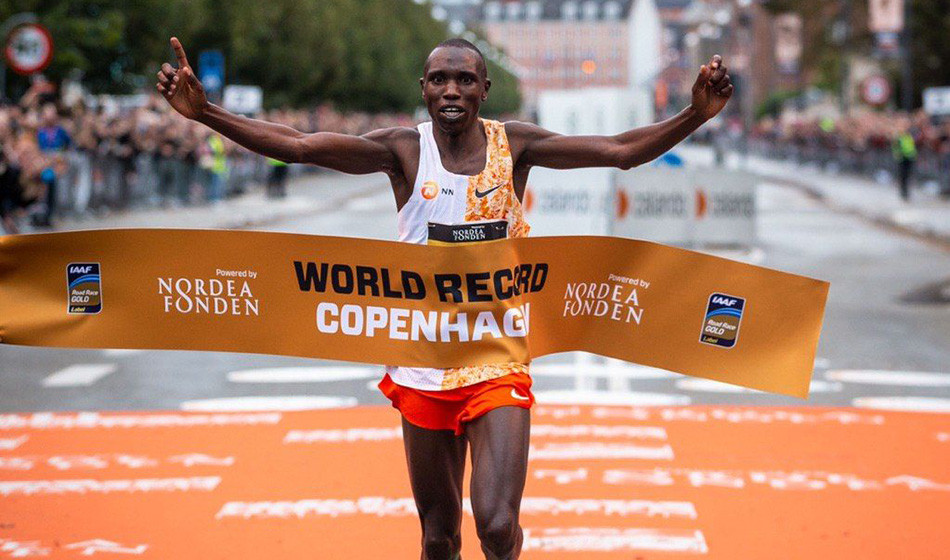
Geoffrey Kamworor van het NN Running Team in 2019

Het NN Running Team is een Nederlands hardloopteam. Het door Jos Hermens opgerichte team is het eerste commerciële hardloopteam ter wereld. De ploeg is opgericht op 6 april 2017 in Nijmegen. Sinds de oprichting wonnen de leden van het team 11 World Marathon Majors, werden 7 wereldrecords gevestigd en ruim 175 wedstrijden gewonnen.
Naast de begeleiding van diverse atleten organiseert het NN Running Team ook verschillende evenementen, zoals het Nike Breaking2 Project, de INEOS 1:59 Challenge en de NN Valencia World Record Day.
Het team wordt onder andere gesponsord door NN Group.

## Het team
Het NN Running Team bestaat uit:
| Nationaliteit                | Naam              |
| ---------------------------- | ----------------- |
| Vlag van Kenia               | Eliud Kipchoge    |
| Vlag van Ethiopië            | Kenenisa Bekele   |
| Vlag van Oeganda             | Joshua Cheptegei  |
| Vlag van Kenia               | Geoffrey Kamworor |
| Vlag van Ethiopië            | Birhanu Legese    |
| Vlag van Nederland           | Abdi Nageeye      |
| Vlag van Ethiopië            | Mule Wasihun      |
| Vlag van Kenia               | Abel Kirui        |
| Vlag van Verenigd Koninkrijk | Jake Smith        |
| Vlag van Japan               | Jo Fukuda         |
| Vlag van Oeganda             | Stephen Kiprotich |
| Vlag van Kenia               | Geoffrey Kirui    |
| Vlag van Nederland           | Björn Koreman     |
| Vlag van Kenia               | Philemon Rono     |
| Vlag van Nederland           | Richard Douma     |
| Vlag van Kenia               | Laban Korir       |
| Vlag van Ethiopië            | Solomon Deksisa   |

| Nationaliteit      | Naam               |
| ------------------ | ------------------ |
| Vlag van Ethiopië  | Letesenbet Gidey   |
| Vlag van Ethiopië  | Degitu Azimeraw    |
| Vlag van Ethiopië  | Ashete Bekere      |
| Vlag van Ethiopië  | Yalemzerf Yehualaw |
| Vlag van Israël    | Lonah Salpeter     |
| Vlag van Ethiopië  | Zeineba Yimer      |
| Vlag van Nederland | Nienke Brinkman    |